# Bactridium heydeni
Bactridium heydeni es una especie de coleóptero de la familia Monotomidae.

## Distribución geográfica
Habita en Cuba.